# David Mumford
Pour les articles homonymes, voir Mumford.
David Bryant Mumford, né le 11 juin 1937 à Worth, dans le Sussex de l'Ouest en Angleterre, est un mathématicien américain connu pour son travail en géométrie algébrique puis pour sa recherche en théorie de la vision. Il est actuellement professeur dans la division de mathématiques appliquées de l'université Brown, après une longue carrière universitaire à Harvard.

## Vie et œuvre

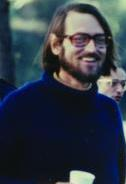
David Mumford en 1975.

David Mumford naît à Worth, dans le Sussex de l'Ouest en Angleterre, d'un père anglais et d'une mère américaine.
À Harvard, Mumford est un étudiant de Oscar Zariski, et son œuvre en géométrie algébrique combine la vision géométrique traditionnelle avec les dernières techniques algébriques. Avec son livre Geometric Invariant Theory (GIT), il inaugure le domaine de la théorie géométrique des invariants et l'applique à la théorie des espaces de modules. Il publie également sur les équations des variétés abéliennes et sur les surfaces algébriques. Comme GIT, ses livres Abelian Varieties (avec C. P. Ramanujam) et Curves on an Algebraic Surface utilisent à la fois les théories anciennes et nouvelles. Ses notes de cours sur la théorie des schémas ont circulé pendant des années avant de paraître dans The Red Book of Varieties and Schemes.
Un autre travail incomplètement rédigé est formé par des cours donnés sur les quadriques et une étude des nombreux articles écrits par Shimura dans les années 1960.
La recherche de Mumford a fait beaucoup pour relancer l'étude classique des fonctions thêta, en en exhibant les aspects algébriques. Il a publié d'autres livres sur ce sujet, dont la série des Tata lectures on Theta.
Il est aussi un des fondateurs de la théorie des variétés toriques, et a cherché à appliquer les méthodes aux bases de Gröbner.

## Honneurs
Il a reçu la médaille Fields en 1974 pour son travail en géométrie algébrique. Durant les années 1980, il a quitté ce domaine pour s'investir dans les recherches sur la vision et la reconnaissance des formes par le cerveau.
En 2008, il reçoit le prix Wolf en Israël et redistribue ses gains (s'élevant à une centaine de milliers d'euros) à une université palestinienne, estimant que l'occupation israélienne empêche le partage des savoirs.
Parmi les nombreux autres honneurs, citons le prix Shaw en 2006, le prix Steele pour la vulgarisation mathématique en 2007 et la National Medal of Science en 2010.